# گویش انگلیسی سیاهپوستان آمریکا
گویش انگلیسی سیاهپوستان آمریکا (انگلیسی: African-American Vernacular English) یا ایبانیکس (به انگلیسی: Ebonics) همچنین شناخته‌شده با عنوان انگلیسی آفریقایی آمریکایی، گونهٔ زبانی است که سیاه‌پوستان آمریکا در طبقهٔ کارگر و طبقهٔ متوسط و برخی سیاه‌پوستان کانادا در جوامع شهری صحبت می‌کنند. این گونه زبانی شامل لهجه، گویش قومیتی و گویش اجتماعی خاص خود است.